# سیرا نوادا کورپوریشن

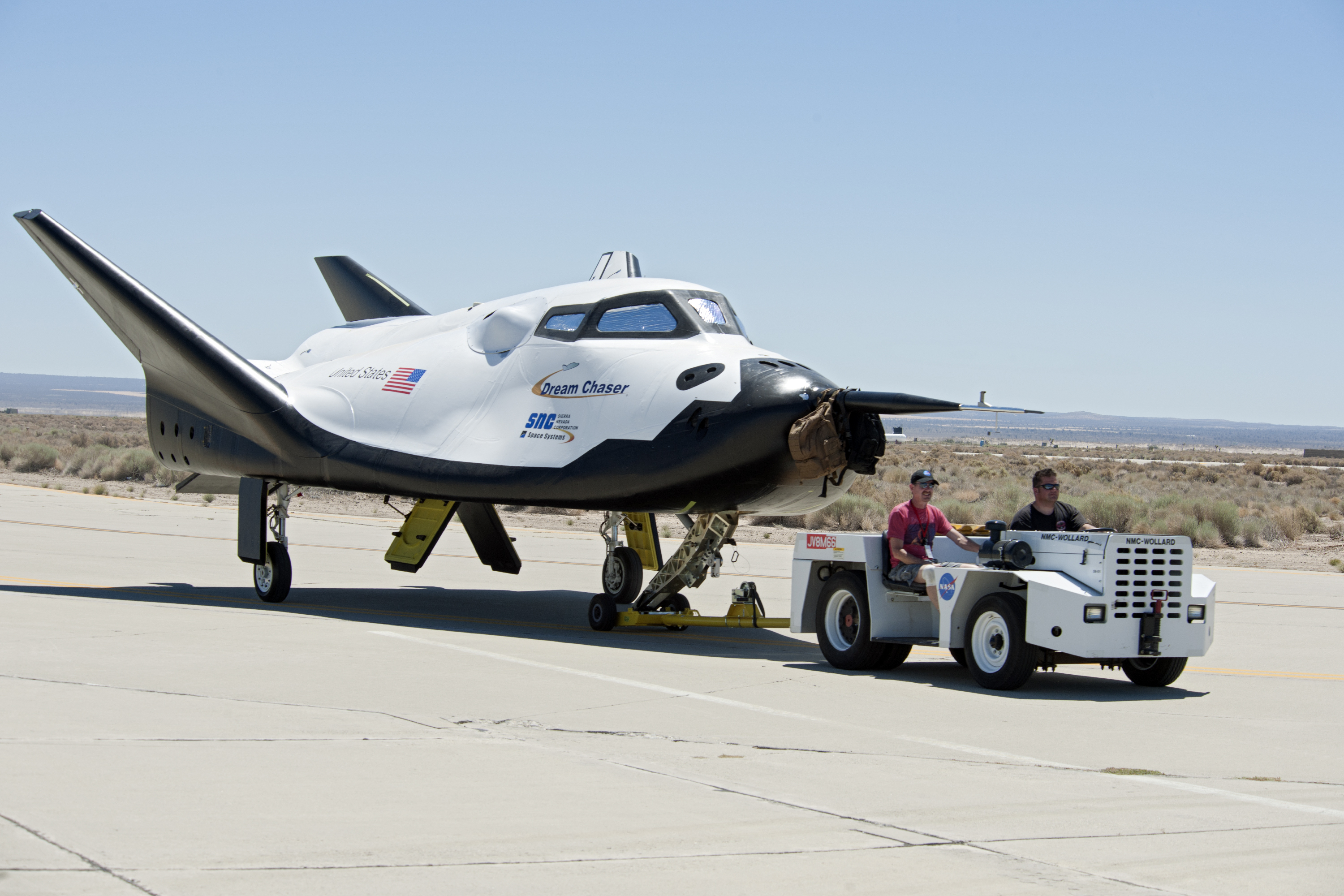
Sierra Nevada's دریم چیسر

سیرا نوادا کورپوریشن (به انگلیسی: Sierra Nevada Corporation) نام یک شرکت تولیدکننده محصولات صنایع هوافضایی تجاری در آمریکا است.
این شرکت در رینو، نوادا قرار دارد.

## تولیدات
- دریم چیسر (فضاپیما)